# Ammarlu
Els Ammarlu són una tribu kurda del Gilan i Khurasan, derivats de 40000 famílies establertes al final del segle xvi i començament del segle xvii per Abbas I el Gran a aquestes regions per servir de fre als uzbeks.
El segle xviii al Khurasan foren expulsats una mica al sud per les incursions tribals i van expulsar al seu torn als Geraylis, que dominaven Kushan, Shirvan, Bodjnud i Samalkan. Modernament viuen al nord-oest de Nixapur i són només uns 3000.
A Gilan es van establir a la regió de Tarom; al segle xix encara eren nòmades però al començament del segle XX ja havien esdevingut sedentaris.